# Carlos San Basilio
Carlos San Basilio Pardo (Lugo, 23 de septiembre de 1965) es un economista y funcionario español que se desempeña como presidente de la Comisión Nacional del Mercado de Valores desde diciembre de 2024.
Con anterioridad a este cargo, durante casi un lustro estuvo trabajando en el Tesoro Público español, primero como director general del Tesoro entre 2016 y 2018, en la última etapa del Gobierno de Mariano Rajoy, y después como secretario general del Tesoro entre 2018 y 2021, con Pedro Sánchez.

## Biografía

### Primeros años y educación
San Basilio nació en Lugo el 23 de septiembre de 1965. Es hijo de Carlos San Basilio Martínez, quien fue presidente de la naviera Trasmediterránea y subdirector del Banco Santander, y sobrino de la cantante Paloma San Basilio.
Se licenció en Ciencias Económicas y Empresariales por la Universidad Autónoma de Madrid en 1988 y dos años más tarde ingresó por oposición en el Cuerpo Superior de Técnicos Comerciales y Economistas del Estado. En 1997 obtuvo un máster en Administración Pública por la Universidad de Harvard gracias a las becas del Ministerio de Comercio y Turismo y el Programa Fulbright y en 2003 superó el Programa de Dirección General del IESE Business School. Además de su español materno, habla inglés y francés.

### Carrera profesional
Carlos San Basilio ha trabajado principalmente en el sector público, como funcionario del Cuerpo Superior de Técnicos Comerciales y Economistas del Estado en los Ministerios de Economía y de Comercio, llegando a ser subdirector general de Deuda Pública entre finales de la década de 1990 y principios de los 2000. En 2002 comenzó una nueva etapa en el sector privado, primero como director de la Secretaría Técnica de Comunicación del Banco Santander y posteriormente como director ejecutivo de la empresa privada Market for Treasury Securities (MTS) entre 2004 y 2010. Tras abandonar el sector privado en febrero de 2010, en marzo fue nombrado director general de COFIDES, una sociedad mercantil estatal que facilita financiación a medio y largo plazo a las empresas privadas.
Tras su paso por COFIDES, el ministro de Hacienda y Administraciones Públicas, Cristóbal Montoro, le nombró director general del Patrimonio del Estado y compaginó el cargo con el de vocal del Consejo de Administración de Patrimonio Nacional. Cesó en ambas posiciones a finales de 2012, pasando a ser asesor del Ministerio de Economía.
Unos meses más tarde, en septiembre de 2013, fue nombrado consejero económico ante la Unión Europea, cesando en junio de 2015. Al mes siguiente, fue nombrado director de resolución en el FROB hasta noviembre de 2016.

#### Tesoro Público
En diciembre de 2016, fue nombrado director general del Tesoro por el entonces ministro de Economía y Competitividad, Luis de Guindos. En junio de 2018, la nueva ministra de Economía y Empresa, Nadia Calviño, ratificó la confianza en San Basilio dentro del Tesoro Público nombrándole secretario general del Tesoro y Política Financiera (unos días más tarde el órgano directivo sería renombrado como Secretaría General del Tesoro y Financiación Internacional). En virtud de este último cargo, San Basilio también era gobernador suplente por España en el Mecanismo Europeo de Estabilidad (MEDE).
En diciembre de 2020, el Tesoro Público español fue premiado por la revista Global Capital con el galardón «bono soberano del año» por la emisión sindicada que realizó a principios de año y que registró cifras récord, con una demanda que ascendió a 96 500 millones de euros.
Cesó como secretario general del Tesoro el 25 de agosto de 2021, siendo sucedido por Carlos Cuerpo Caballero.
Tras su paso por el Tesoro, fue seleccionado como director ejecutivo de Estrategia Corporativa del Banco Europeo para la Reconstrucción y el Desarrollo (BERD).

#### Comisión Nacional del Mercado de Valores
En diciembre de 2024, el Gobierno le nombró presidente de la Comisión Nacional del Mercado de Valores.La toma de posesión del cargo fue el 8 de enero de 2025.